# Jüdischer Friedhof (Beienheim)

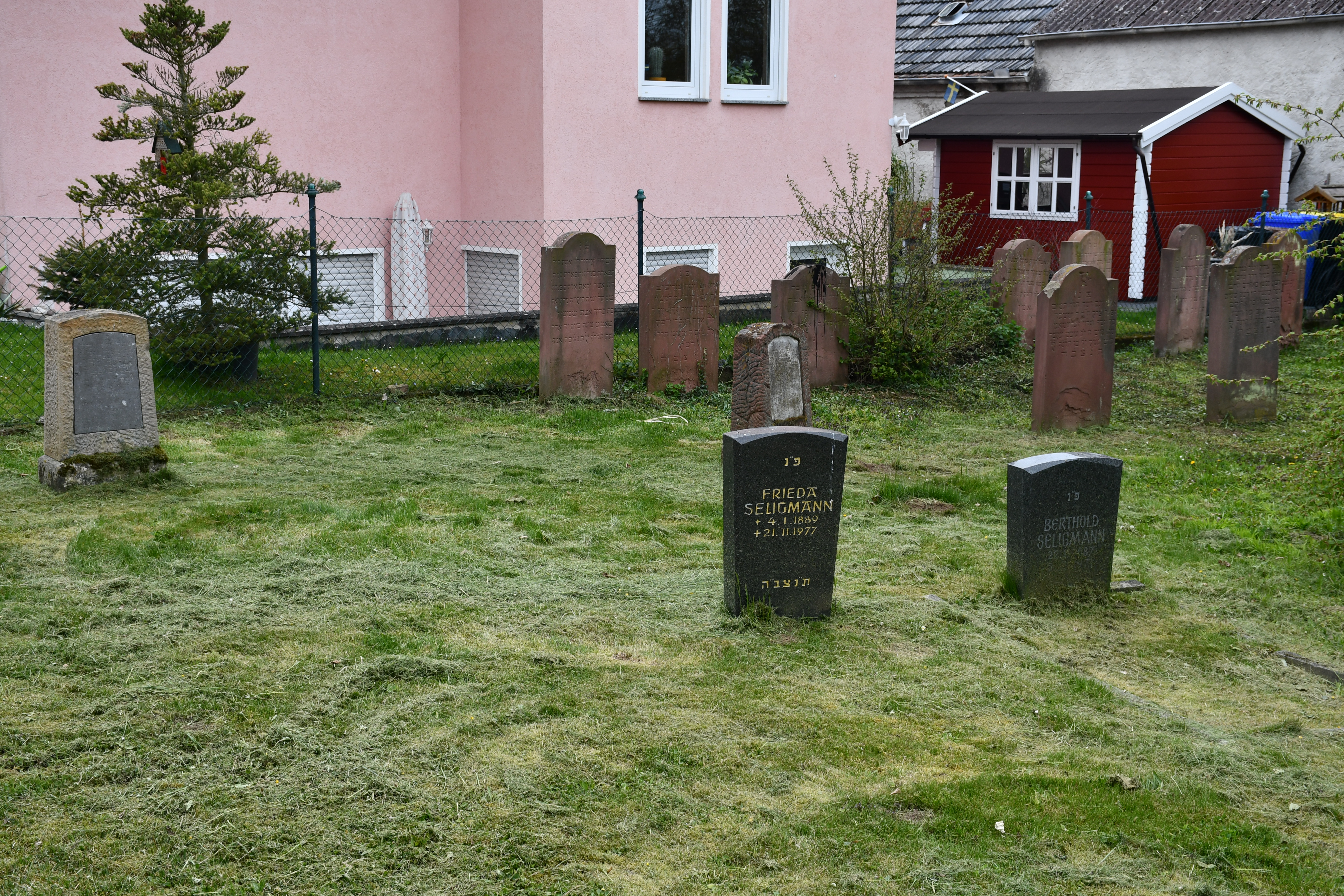
Teilansicht des jüdischen Friedhofs von Beienheim (Wetterau) nördliche Seite

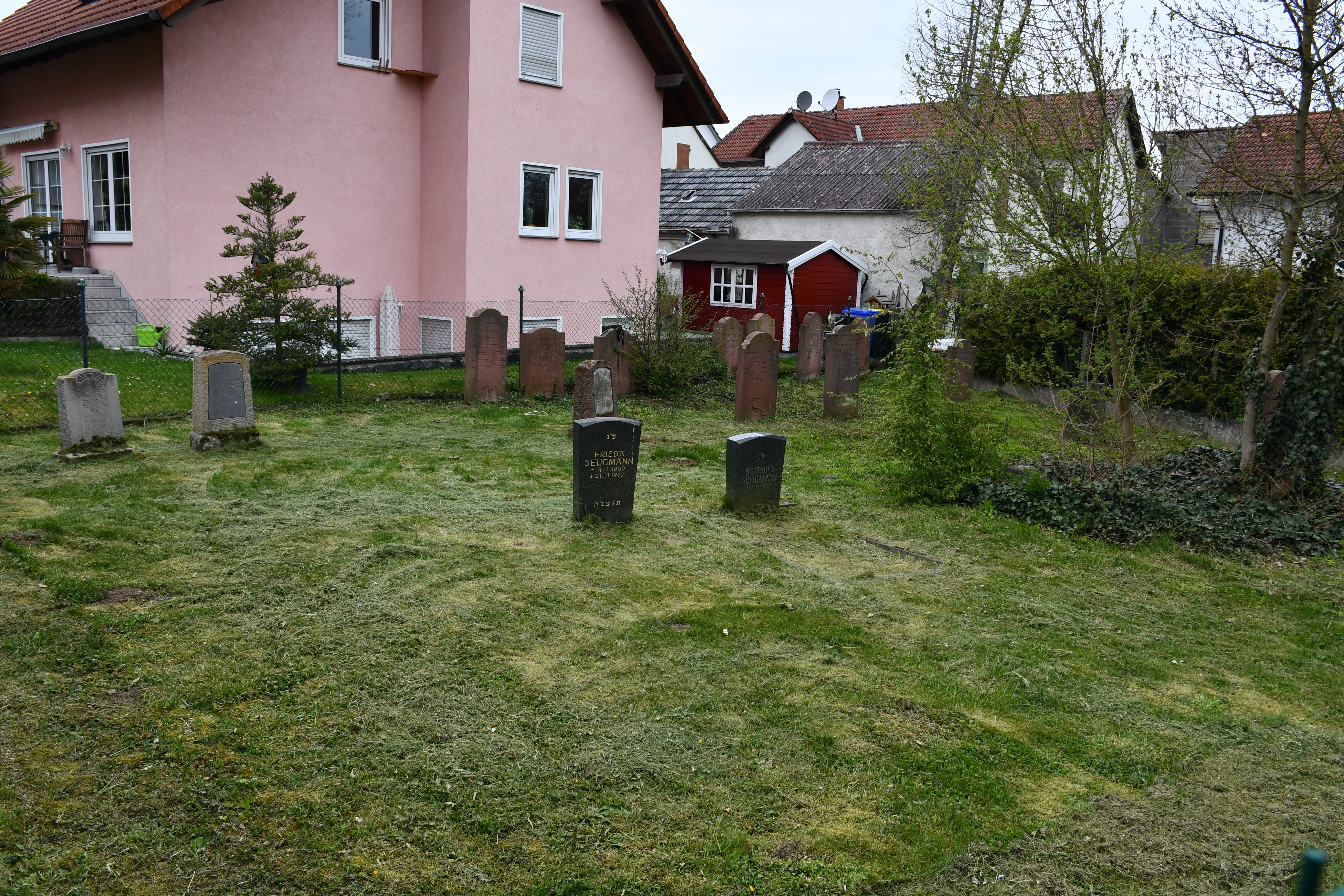
Teilansicht des jüdischen Friedhofs von Beienheim (Wetterau) südliche Seite

Der Jüdische Friedhof Beienheim ist ein jüdischer Friedhof in Beienheim, einem Stadtteil von Reichelsheim (Wetterau) im Wetteraukreis in Hessen.
Auf dem 568 m² großen Friedhof westlich der Bahnlinie in Richtung der Straßenecke Pfählergasse/Hainpfad („An der Wüstengasse“) befinden sich 17 Grabsteine. Mehrere davon sind für Angehörige der Familie Seligmann bestimmt. An die im KZ Theresienstadt umgekommenen Frauen Herta Seligmann (1891–1941) und Amalie Seligmann (1854–1940) erinnern Grabsteininschriften.

## Geschichte
Der Friedhof besteht seit Mitte des 19. Jahrhunderts.